# З'їзд народних депутатів (2022)
З'їзд народних депутатів — це збори колишніх депутатів різних рівнів і скликань від Росії, які претендують на роль перехідного парламенту РФ або його можливого наступника[первинне джерело].
Ініціатором з'їзду став колишній депутат Держдуми Ілля Пономарьов. Сесії 1-го Конгресу відбулися 4–7 листопада 2022 року в м. Яблонна, Польща. 

## Легітимність
З'їзд позиціонує себе як зібрання «єдиних представників суспільства і держави, які мають демократичну легітимність, отриману від російських громадян». Ілля Пономарьов під час з'їзду відповів, що як представники російських громадян вони цілком легітимні, оскільки колись були обрані народом, а тепер Росії потрібен тимчасовий орган для передачі влади, і вони «вибори потім проведуть». Геннадій Гудков назвав з'їзд «протопарламентом».

## Учасники
До участі у з'їзді як делегати з правом голосу були запрошені:
- депутати російського парламенту, обрані до 14 березня 2014 року, які не підтримують анексію Криму та війну проти України;
- депутати обласних та міських парламентів, що засуджують анексію Криму та війну проти України;
- громадяни Російської Федерації, які обіймали виборні посади у виконавчій владі та не підтримують анексію Криму та війну проти України.

Також могли брати участь особи, які засуджують війну в Україні та отримали рекомендацію принаймні двох делегатів. Таким чином, делегатами могли стати ті, хто ніколи не був депутатом. Організатори повідомили, що всього на участь у конгресі подано 94 заявки. Усього для участі в з'їзді народних депутатів Росії зареєструвався 51 делегат, 26 із них взяли участь онлайн. Були присутні 80 гостей із дорадчим голосом із 32 регіонів Російської Федерації та 9 іноземних держав. Кілька учасників Конгресу, які брали участь у його роботі дистанційно з Росії, були змушені приховувати свої імена та обличчя з міркувань безпеки. Перевірку їхніх осіб проводила лічильно-мандатна комісія.
Перед початком з'їзду до оргкомітету увійшли Ніна Бєляєва, Геннадій Гудков, Олена Лук'янова, Ілля Пономарьов, Марк Фейгін, Петро Царьков і Аркадій Янковський. Для ведення поточної політичної діяльності між зборами замість оргкомітету створено Виконавчу раду з 11 осіб. До складу ради були обрані: Геннадій Гудков, Андрій Ілларіонов, Олена Істоміна, Людмила Котесова, Олена Лук'янова, Олександр Осовцов, Ілля Пономарьов, Андрій Сідельников, Марк Фейгін, Петро Царьков і «Цезар».
Склад делегатів з'їзду: 
ексдепутати Держдуми і Ради Федерації.
- Геннадій Володимирович Гудков
- Людмила Степанівна Котесова
- Олександр Авраамович Осовцов
- Ілля Володимирович Пономарьов
- Марк Захарович Фейгін
- Ігор Олександрович Яковенко
- Аркадій Едуардович Янковський

екс-депутати регіонального та муніципального рівнів
- Ніна Олександрівна Бєляєва (вийшла)
- Олексій Вікторович Віленець
- Ігор Володимирович Глек
- Сергій Володимирович Гуляєв
- Андрій Володимирович Давидов
- Євген Валерійович Доможиров (вийшов)
- Андрій Борисович Єдігарев
- Антон Сергійович Єрашов
- Андрій Євгенович Корчагін
- Лев Костников
- Антон Олександрович Костромічев
- Олена Олександрівна Котеночкіна
- Василь Анатолійович Крюков
- В'ячеслав В'ячеславович Мальцев
- Ілля Мезенцев
- Максим Володимирович Мотин
- Галина Олександрівна Фільченко
- Олег Георгійович Хомутинніков
- Петро Анатолійович Царьков
- Олексій Черемушкін

екс-обіймачі виборних посад
- Дмитро Володимирович Ушацький

інші
- Григорій Маркович Амнуель
- Дмитро Баграш
- Олексій Олександрович Барановський
- Андрій Миколаевич Ілларіонов
- Олена Істоміна
- Ольга Володимировна Курносова
- Олена Анатоліївна Лук'янова
- Дмитро Олександрович Некрасов
- Дмитро Володимирович Саввін
- Андрій Сидельніков
- Вадим Сидоров
- Олексій Собченко
- «Цезарь»

## Підготовка та проведення з'їзду
Напередодні та під час з'їзду організатори повідомили, що палац, який вони обрали для зустрічі в Яблунному, був місцем, на їхню думку, знаменитих переговорів між владою Польської Народної Республіки та профспілкою «Солідарність», наприкінці '980-х. Про це організатори нібито дізналися, лише коли приїхали до Польщі, тому екстрено місце проведення не змінювали. Частина делегатів не змогла приїхати до Польщі через проблеми з отриманням гуманітарної візи (в'їзд за туристичними візами росіянам заборонили з 19 вересня). Ілля Пономарьов обирав гімн із двох варіантів: «Стіни рухнуть» (гімн польської «Солідарності») і російську революційну «Дубинушку», але не зміг визначитися. З Росії зміг приїхати екс-депутат Тверського округу Москви.. Депутат Костромічев від Північного Тушино запропонував перейменувати з'їзд: "Я рішуче не погоджуюся із назвою нашої зустрічі. Жоден депутат не є "народним", це слово дискредитоване тоталітарними режимами від Північної Кореї до Донецької Народної Республіки (ДНР)" [джерело?]
Відомо, що серед організаторів з'їзду були російські націоналісти Дмитро Саввін[неавторитетне джерело] та Олексій Барановський; однак це не призвело до ухвалення поправок соратника-націоналіста Василя Крюкова.[джерело?]
Про вбивство Путіна на з'їзді звучали виступи, зокрема самого Пономарьова, а також депутата Верховної Ради Олексія Гончаренка та засновника руху «Артподготовка» В'ячеслава Мальцева,, через його наполегливі оголошення про «революцію» в Росії 5 листопада 2017 року. Незадовго до цієї дати він сам виїхав до Франції, а людей, які йому повірили, затримали і відправили на тривалі терміни до в'язниці. Акт про рух Опору був ключовим документом усього з'їзду. Серед делегатів не було єдиної підтримки збройної боротьби. Деякі учасники покинули з'їзд достроково[неавторитетне джерело].

### Прийняті документи та проєкти
- Прийняті документи:[10]
  - Акт руху опору
  - Засновницька декларація Міжнародного антиавторитарного союзу
  - Звернення до громадян Європи та Америки, усіх західних союзників по антипутінській коаліції
  - Звернення до громадян України
  - Звернення до громадян Росії
  - Установча декларація З'їзду народних депутатів
  - Акт про тимчасовий парламент
  - Звернення до націй
  - Акт про реабілітацію та амністію (Акт про реабілітацію та амністію)
- Прийняті проєкти документів:[11]
  - Проєкт звернення І з'їзду народних депутатів до російської опозиції
  - Проєкт звернення І з'їзду народних депутатів до урядів і парламентів антипутінської коаліції
  - Ескіз концепції оновлення конституції росії з коментарями
  - Поняття акта люстрації
  - Проєкт концепції закону про ЗМІ

## Критика
Сам Пономарьов голосував проти приєднання Криму до Росії лише через «невдоволення процедурою анексії». Своє ставлення до того, що сталося з Кримом, він пояснив так: «погано не те що анексували, а те, як анексували».
Збори самостійних міських депутатів «Земський з'їзд» засудили шлях насильницького розв'язання політичних проблем.
Засідання з'їзду супроводжувалися скандалами і взаємними звинуваченнями. Серед російських опозиційних політиків і активістів переважали дві позиції. Перша — два десятки колишніх депутатів, які зібралися разом, але вже нікого не представляють. Друге — будь-яка асоціація проти Путіна — корисна. Це, а також бажання Пономарьова представити себе своєрідним координатором збройного спротиву режиму в Росії, коли до кінця не зрозуміло, чи такий спротив насправді є, змусило багатьох вороже сприйняти скликання та роботу з'їзду.
Екснардеп від Воронезької області Ніна Бєляєва звинуватила Пономарьова в спотворенні підготовленого нею проєкту документа про люстрації. Під час її виступу не було звуку. Пізніше у своєму Telegram-каналі Бєляєва заявила, що їй навмисно вимкнули звук і не дали говорити. Наступного дня Пономарьов назвав Бєляєву «людиною з психологічними проблемами» у відповідь на пропозицію обговорити заявлені нею права інтелектуальної власності, а організатори відключили мікрофон журналіста СОТА, коли він почав з'ясовувати, що призвело до конфлікту. Пізніше вона подала заяву про порушення проти Іллі Пономарьова кримінальної справи за ст. 157 (наклеп). Бєляєва також сказала, що присутність певної кількості гідних людей на з'їзді не робить його легітимним.
Деякі росіяни, які проживають у різних містах Польщі, не визнали Іллю Пономарьова та з'їзд: "Учасники "Съезду" наділяють себе псевдолегітимністю та виправдовують її перемогами на попередніх виборах. Однак багато сильних опозиційних кандидатів (зокрема, Іван Жданов, Володимир Мілов і Любов Соболь) ніколи не допускалися до участі в виборах в Росії. Таким чином, по-перше, ми ставимо під сумнів те, що учасники "Съезду" могли б перемогти на чесних виборах; по-друге, ми вважаємо, що за тривалий час, який минув з моменту їх обрання, їх виборчий потенціал змінився"
У Лізі Вільних Націй заявили, що не визнають «будь-яких політичних сил і центрів, які будуть виправдовувати збереження Росії», оскільки формулювання проекту декларації з'їзду суперечать підходам Лізі Вільних Націй та заявам Пономарьова. Деякі пов'язують таку спрямованість декларації з тим, що одним із її авторів був московський імперіаліст Дмитро Саввін. Журналіст Харун Сидоров зазначив, що суперечка про те, хто визначатиме політичне самовизначення — національні та регіональні рухи чи російські революціонери — поки що виглядає як ділення шкури невбитого ведмедя. Сам Дмитро Саввін, який запропонував Пономарьову ідею з'їзду, негативно відгукнувся про подію.
Галина Фільченко, яка брала участь у з'їзді, відреагувала на статтю журналіста «Новой газеты» Іллі Азара, в якій він назвав її «не самим харизматичним депутатом», а його назвав "не самим харизматичним євреєм ". На заході були присутні помічник Пономарьова Олексій Барановський, та Василь Крюков, який заявив, що одна з головних бід Росії — це таджики .
Політолог Катерина Шульман зазначила, що «ключова проблема таких подій — нелегітимність… сама по собі це не надто значуща подія (і взагалі не подія), але як симптом досить суттєва. Я думаю, що в осяжному майбутньому ми побачимо ще кілька спроб такого роду».

## Статус «небажаний»
У квітні 2023 року Конгрес було визнано «небажаним» у Росії.

## Воєнні злочини під час війни Росії проти України (2022)/Засудження
- Постійна представниця США при ООН Лінда Томас-Грінфілд заявила, що російські військові, які вбивають людей і руйнують міста в Україні, будуть притягнуті до відповідальності, всі їхні дії документуються.[27]

Президент Зеленський заявив, що РФ буде відповідати перед міжнародним трибуналом за масові обстріли Харкова. Прокурор Міжнародного суду особисто ініціював розслідування щодо злочинів Росії в Україні.
Європейський суд з прав людини виніс рішення, в якому наказав Російській Федерації припинити напади та бомбардування цивільних об'єктів в Україні.
Держсекретар США Ентоні Блінкен заявив у вівторок 1 березня 2022 року у Раді ООН з прав людини, що російські злочини в Україні множаться щогодини, а удари вражають лікарні, школи та житлові будинки.
Резолюція Європарламенту від 1 березня 2022 року засуджує війну Росії проти України, вимагає від РФ вивести всі свої війська з української території.
Генеральна асамблея ООН ухвалила в 2 березня 2022 року резолюцію, в якій засуджує вторгнення Росії в Україну і закликає Москву негайно вивести всі сили з України.
Канада подала до Міжнародного кримінального суду ООН у Гаазі позов проти Росії через можливе вчинення нею воєнних злочинів в Україні.
Головний прокурор Міжнародного кримінального суду (ICC) у Гаазі Карім Хан заявив, що почалося розслідування щодо військових злочинів, скоєних Російською Федерацією в Україні.
Міжнародний суд ООН в Гаазі 16 березня 2022 року зобов’язав Росію припинити розпочаті 24 лютого 2022 року воєнні дії в Україні.
10 березня ВООЗ відзвітувало про 21 атаку російських військових на медичні заклади і 5 атак на карети швидкої допомоги, що призвели до 12 загиблих і 34 поранених.
Міжнародний кримінальний суд (МКС) приєднався до спільної слідчої групи з розслідування воєнних злочинів в Україні через вторгнення Росії.
Сейм Литви визнав дії РФ в Україні геноцидом, а Росію - терористичною державою. Аналогічні заяви затвердив Сейм Латвії та парламент Естонії. 
Сенат Чеської Республіки проголосував за постанову, якою визнав дії армії РФ на території України геноцидом українського народу.
Рада ООН з прав людини в четвер 12 травня 2022 року проголосувала за початок розслідування імовірних порушень прав людини та серйозних порушень міжнародного гуманітарного права російськими військами на звільнених  територіях України.
Президент США Байден звинуватив Путіна у спробі стерти з лиця землі культуру та ідентичність українського народу. 
Глава МЗС Литви Габріелюс Ландсбергіс вважає, що президент РФ Владімір Путін має на меті знищити український народ.
Генеральна Асамблея ООН на засіданні в середу 12 жовтня 2022 року ухвалила резолюцію із засудженням незаконних "референдумів", які Росія влаштувала на тимчасово окупованих територіях Донецької, Луганської, Запорізької та Херсонської областей України.
Парламентська асамблея Ради Європи 13 жовтня 2022 року ухвалила резолюцію, в якій Російська Федерація названа терористичним режимом.
Сенат Польщі 26 жовтня 2022 року одноголосно, 85 голосами, ухвалив резолюцію про визнання влади Російської Федерації терористичним режимом.
Генеральна Асамблея ООН на спеціальній сесії 14 листопада 2022 року ухвалила резолюцію авторства України та ще пів сотні держав, в якій міститься заклик до Росії відшкодувати збитки, завдані повномасштабною агресією.
Палата депутатів парламенту Чехії 16 листопада 2022 року схвалила резолюцію, яка називає чинну російську владу терористичним режимом.

Парламентська асамблея НАТО 21 листопада 2022 року визнала Російську Федерацію та її режим державою-терористом.
Європарламент під час голосування 23 листопада 2022 року підтримав резолюцію про визнання Росії державою-спонсором тероризму.
Нижня палата парламенту Нідерландів 24 листопада 2022 року визнала Росію державою-спонсором тероризму у зв'язку з її військовими діями в Україні.

Польський Сейм 14 грудня 2022 року ухвалив резолюцію про визнання Росії державою-спонсором тероризму разом із поправкою, запропонованою владною партією "Право і справедливість", про Смоленську катастрофу 2010 року.
Міжнародна академія Нюрнберзьких принципів 8 травня 2023 року ухвалила Декларацію, яка засуджує воєнні злочини Росії проти України. У документі наголошується, що всі винні мають бути притягнуті до відповідальності за агресію проти українського народу.